# Connantre
Connantre település Franciaországban, Marne megyében. Lakosainak száma 1006 fő (2022. január 1.). Connantre Broussy-le-Grand, Bannes, Corroy, Fère-Champenoise, Linthes, Ognes és Pleurs községekkel határos.

## Népesség
A település népességének változása:
| Lakosok száma | 567  | 1031 | 1107 | 1142 | 1089 | 1108 | 1084 | 1036 | 1023 | 1006 |
|               | 1968 | 1982 | 1990 | 2006 | 2013 | 2015 | 2017 | 2019 | 2020 | 2022 |